# Unione Sportiva Pontedera 1982-1983
Questa voce raccoglie le informazioni riguardanti l'Unione Sportiva Pontedera nelle competizioni ufficiali della stagione 1982-1983.

## Rosa
| N. |                   | Ruolo | Calciatore         |
| -- | ----------------- | ----- | ------------------ |
|    | Italia (bandiera) | D     | Irmo Antonioli     |
|    | Italia (bandiera) | C     | Sergio Bellucci    |
|    | Italia (bandiera) | D     | Noris Bertacchini  |
|    | Italia (bandiera) | D     | David Bolognesi    |
|    | Italia (bandiera) | A     | Cesare Carmassi    |
|    | Italia (bandiera) |       | Chelli             |
|    | Italia (bandiera) |       | Del Nero           |
|    | Italia (bandiera) | P     | Francesco Di Prete |
|    | Italia (bandiera) | D     | Giuseppe Fargione  |
|    | Italia (bandiera) | A     | Domenico Farina    |
|    | Italia (bandiera) | D     | Dino Roberto Fedi  |
|    | Italia (bandiera) | C     | Mirko Fogli        |

| N. |                   | Ruolo | Calciatore            |
| -- | ----------------- | ----- | --------------------- |
|    | Italia (bandiera) | A     | Fabio Gargani         |
|    | Italia (bandiera) |       | Garofalo              |
|    | Italia (bandiera) | P     | Claudio Garzelli      |
|    | Italia (bandiera) | C     | Maurizio Giornali     |
|    | Italia (bandiera) | C     | Maurizio Macchioni    |
|    | Italia (bandiera) | A     | Paolo Montagnani      |
|    | Italia (bandiera) | C     | Riccardo Picci        |
|    | Italia (bandiera) | C     | Enrico Piccotti       |
|    | Italia (bandiera) | C     | Pier Giorgio Pini     |
|    | Italia (bandiera) | A     | Alessandro Piovanelli |
|    | Italia (bandiera) | C     | Luciano Vescovi       |